# Brandon Paiber
Brandon Paiber (Don Torcuato, Buenos Aires, 5 de junio de 1995) es un futbolista argentino-maltés que juega en la posición de mediocampista. Desde 2022 integra el plantel del Valletta FC, equipo de la Premier League de Malta. Es internacional con la selección de fútbol de Malta.

## Trayactoria
Hijo del argentino César Paiber y de la maltesa Caroline Baldacchino, pasó parte de su infancia en Malta, lugar en el que jugaba profesionalmente al fútbol su padre.
Hizo las inferiores en Vélez Sarsfield, River Plate, Comunicaciones y Fénix. Con ese último club debutó como profesional en la temporada 2013-14 de la Primera B Metropolitana.
En 2015 se unió a la fusión surgida de los clubes Atlético Pilar y Social Obrero de Zárate, equipo enrolado en la Liga Escobarense de Fútbol. Al año siguiente fichó con Defensores de Salto para jugar el Torneo Federal B Complementario.
En enero de 2017 retornó a Malta para realizar su primera experiencia como profesional en el país como refuerzo del Hamrun Spartans de la Premier League de Malta. Sólo permaneció un semestre, retornando a su país para fichar con Comunicaciones para la temporada 2017-18 de la Primera B Metropolitana.
En el verano de 2018 se incorporó al Santa Luċija, un club que militaba en la Primera División de Malta, el torneo de segunda división del fútbol profesional maltés. Su actuación en ese equipo fue muy destacada, por lo que, durante el receso invernal de la temporada, fue transferido al Floriana FC de la Premier League de Malta. En ese club se consolidaría como jugador de alto rendimiento durante las siguientes temporadas. En los tres años y medio que actuó con el Floriana FC, conquistó un título de liga (la temporada 2019-20) y la Copa Maltesa de 2022.
En agosto de 2022 se anunció su incorporación al Valletta FC.

### Clubes
| Club                | País      | Año           |
| ------------------- | --------- | ------------- |
| Fénix               | Argentina | 2014          |
| Pilar-Obrero        | Argentina | 2015-2016     |
| Defensores de Salto | Argentina | 2016          |
| Hamrun Spartans     | Malta     | 2017          |
| Comunicaciones      | Argentina | 2017-2018     |
| Santa Luċija        | Malta     | 2018          |
| Floriana FC         | Malta     | 2019-2022     |
| Valletta FC         | Malta     | 2022-presente |

## Selección nacional
Paiber recibió el primer llamado para integrar la selección de fútbol de Malta en noviembre de 2019, en el marco de la clasificación para la Eurocopa 2020, haciendo su debut en una derrota de su equipo frente a España por 0 a 7. 